# 100-мм танковая пушка Д-10
Д-10 — советская нарезная танковая пушка, созданная в период Второй мировой войны. Была создана в 1944 году и в ходе войны устанавливалась на серийную самоходную артиллерийскую установку СУ-100 и ряд опытных танков и САУ. После войны устанавливалась на танке Т-54/55 и ряде его вариантов, а также в различных других машинах по меньшей мере до 1978 года, что сделало её одним из наиболее массовых танковых орудий в истории.

## Модификации
- ЗИФ-25 — казематная пушка 52-ПК-412
- Д-10С — противотанковая пушка 52-ПС-412, предназначенная для установки в САУ СУ-100 и СУ-101
  - Д-10СУ — противотанковая пушка 52-ПС-412У, отличается от базового варианта наличием механизма уравновешивания
- Д-10Т — танковая пушка 52-ПТ-412, предназначенная для установки в танк Т-54
  - Д-10ТЭ — опытная танковая пушка с эжектором, но без стабилизатора
  - Д-10ТГ — танковая пушка 52-ПТ-412С, оснащённая эжектором и одноплоскостным стабилизатором СТП-1 «Горизонт» (для чего пришлось изменить механизм уравновешивания) и предназначенная для установки в танк Т-54А
    - Д-10Т2С — танковая пушка 52-ПТ-412Д, оснащённая эжектором и двухплоскостным стабилизатором СТП-2 «Циклон» и предназначенная для установки в танк Т-54Б и Т-55
      - Д-33 — танковая пушка 2А48 и 2А48-1, облегчённая на 600 кг и предназначенная для установки в танки Объект 685 и Объект 934

  - Д-10Т2 — танковая пушка 52-ПТ-412-2, в рамках модернизации Т-54 раннего выпуска до уровня Т-54Б переделанная из Д-10Т путём установки дульного противовеса для работы со стабилизаторами
  - Д-50/Д-10 — противотанковая пушка, предназначенная для установки в СПТП СУ-100П
  - М-63 — модификация, предназначенная для установки в СПТП СУ-100М
  - Тип 59 — китайская копия пушки Д-10Т для установки в танк Тип 59

## Описание конструкции

### Тактико-технические характеристики
| Параметр                                             | Значение     |
| ---------------------------------------------------- | ------------ |
| Калибр, мм                                           | 100          |
| Длина ствола (с затвором/трубы/нарезной части), клб. | 56/53,5/46,3 |
| Масса качающейся части, кг                           | 2257         |
| Масса откатных частей, кг                            | 1450         |
| Масса трубы с эжекторным устройством                 | 956          |
| Длина норм. отката, мм                               | 490—550      |
| Длина макс. отката, мм                               | 570          |
| Заряжание                                            | унитарное    |
| Давление пороховых газов на полном заряде, кгс/см²   | 3000         |
| Скорострельность, в./мин.                            | 5-6          |

### Боеприпасы
| Боеприпасы пушки Д-10       |                                                                                 |               |                    |                   |             |                       |                       |                                                |                            |
| Марка выстрела              | Тип снаряда                                                                     | Марка снаряда | Масса выстрела, кг | Масса снаряда, кг | Масса ВВ, г | Марка взрывателя      | Дульная скорость, м/с | Дальность прямого выстрела по цели высотой 2 м | Год принятия на вооружение |
| Бронебойные снаряды         |                                                                                 |               |                    |                   |             |                       |                       |                                                |                            |
| 53-УБР-412                  | бронебойный остроголовый, трассирующий                                          | 53-БР-412     | 30,10              | 15,88             | 65          | МД-8                  | 897                   | 1040                                           |                            |
| 53-УБР-412Б                 | бронебойный тупоголовый с баллистическим наконечником, трассирующий             | 53-БР-412Б    | 30,10              | 15,88             | 65          | МД-8                  | 897                   |                                                |                            |
| 53-УБР-412Д                 | бронебойный тупоголовый с защитным и баллистическим наконечниками, трассирующий | 53-БР-412Д    | 30,40              | 15,88             | 61          | МД-8                  | 887                   | 1070                                           | 1953                       |
| 3УБР3                       | бронебойный тупоголовый с баллистическим наконечником, трассирующий             | 53-БР-412Б    | 30,10              | 15,88             | 61          | ДБР-2                 | 897                   |                                                |                            |
| 53-УБР-412П                 | бронебойный подкалиберный                                                       | 53-БР-412П    |                    |                   | —           | —                     |                       |                                                |                            |
| Type 73                     | бронебойный подкалиберный                                                       | —             | 19,00              | 5,56              | —           | —                     | 1505                  | 1730                                           |                            |
| M309                        | бронебойный подкалиберный                                                       | 53-BM-412Sg   | 21,30              | 5,80              | —           | —                     | 1315                  | 2000                                           |                            |
| 3УБМ6                       | бронебойный подкалиберный                                                       | 3БМ8          | 21,20              | 5,70              | —           | —                     | 1415                  | 1680                                           | 1962                       |
| 3УБМ7                       | бронебойный подкалиберный                                                       | 3БМ19         | 19,50              | 4,58              | —           | —                     |                       | 1690                                           |                            |
| 3УБМ8                       | бронебойный подкалиберный                                                       | 3БМ20         | 19,50              | 4,58              | —           | —                     |                       | 1690                                           |                            |
| 3УБМ11                      | бронебойный подкалиберный                                                       | 3БМ25         | 20,70              | 5,02              | —           | —                     | 1430                  |                                                | 1978                       |
| 3УБК4                       | кумулятивный невращающийся, трассирующий                                        | 3БК5          | 25,50              | 12,38             | 990         | ГПВ-2                 | 900                   | 3000                                           | 1961                       |
| 3УБК4М                      | кумулятивный невращающийся, трассирующий                                        | 3БК5М         | 25,50              | 12,38             | 1038        | ГПВ-2                 | 900                   | 3000                                           | 1961                       |
| 3УБК9                       | кумулятивный невращающийся, со стальной воронкой                                | 3БК17         | 21,90              | 10,00             |             | ГПВ-2                 | 1075                  |                                                | 1978                       |
| 3УБК9М                      | кумулятивный невращающийся, с медной воронкой                                   | 3БК17М        | 21,90              | 10,00             |             | ГПВ-2                 | 1075                  |                                                | 1978                       |
| Осколочно-фугасные снаряды  |                                                                                 |               |                    |                   |             |                       |                       |                                                |                            |
| 53-УО-412                   | морская осколочная граната                                                      | 53-О-412      |                    | 15,94             | н/д         | РГМ                   | 898                   | 1200                                           |                            |
| 53-УОФ-412                  | осколочно-фугасный, с полным зарядом 54-ЖН-412                                  | ОФ-412        | 30,20              | 15,60             | 1690        | РГМ                   | 892                   | 1100                                           |                            |
| 53-УОФ-412У                 | осколочно-фугасный, с уменьшенным зарядом 54-ЖН-412У                            | ОФ-412        | 27,10              | 15,60             | 1690        | РГМ                   | 600                   | 730                                            |                            |
| 53-УОФ-412Ж                 | осколочно-фугасный, с полным зарядом 54-ЖН-412                                  | ОФ-412Ж       | 30,27              | 15,91             | 2160        | РГМ                   | 900                   | 1100                                           |                            |
| 53-УОФ-412ЖУ                | осколочно-фугасный, с уменьшенным зарядом 54-ЖН-412У                            | ОФ-412Ж       | 26,74              | 15,91             | 2160        | РГМ                   | 600                   | 1100                                           |                            |
| 53-УОФТ-412                 | осколочно-фугасный, тренировочный с трассёром                                   | ОФТ-412       | 30,30              |                   |             | МГ-УчМ, ВС-5, ВУБС-1М | 900                   |                                                |                            |
| 3УОФ10                      | осколочно-фугасный, с полным зарядом 54-ЖН-412                                  | 3ОФ32         | 30,00              | 15,60             | 1700        | В-429                 | 900                   |                                                |                            |
| 3УОФ11                      | осколочно-фугасный, с уменьшенным зарядом 54-ЖН-412У                            | 3ОФ32         | 26,83              | 15,60             | 1700        | В-429                 |                       |                                                |                            |
| 3ОФ70                       | осколочно-фугасный, повышенной эффективности                                    | ОФ70          | 28.20              | 13,28             | 2240        | В-429                 | 960                   |                                                |                            |
| Практические снаряды        |                                                                                 |               |                    |                   |             |                       |                       |                                                |                            |
| 53-УПБР-412                 | практический сплошной, трассирующий                                             | 53-ПБР-412    |                    |                   | —           | —                     |                       |                                                |                            |
| Шрапнельные снаряды         |                                                                                 |               |                    |                   |             |                       |                       |                                                |                            |
| 3УШ1                        | Шрапнельный, содержит 1800 поражающих элементов                                 | 3Ш5           |                    | 15,60             | 80          |                       |                       |                                                |                            |
| Дымовые снаряды             |                                                                                 |               |                    |                   |             |                       |                       |                                                |                            |
| 53-УД-412                   | дымовой, с полным зарядом 54-ЖН-412                                             | 53-Д-412      |                    |                   |             |                       |                       |                                                |                            |
| 53-УД-412У                  | дымовой, с уменьшенным зарядом 54-ЖН-412У                                       | 53-Д-412      |                    |                   |             |                       |                       |                                                |                            |
| 3УД3                        | дымовой, с полным зарядом                                                       | 3Д3           |                    |                   |             |                       |                       |                                                |                            |
| 3УД4                        | дымовой, с уменьшенным зарядом                                                  | 3Д3           |                    |                   |             |                       |                       |                                                |                            |
| Танковые управляемые ракеты |                                                                                 |               |                    |                   |             |                       |                       |                                                |                            |
| 3УБК10-1                    | кумулятивная, управляемая                                                       | 9М117         | 25,00              | 18,80             |             |                       |                       | 4000                                           | 1980                       |
| 3УБК10М-1                   | кумулятивная, управляемая                                                       | 9М117М        | 27,70              |                   |             |                       |                       | 4000                                           |                            |
| 3УБК23-1                    | кумулятивная, управляемая                                                       | 9М117М1       | 27,50              |                   |             |                       |                       | 6000                                           |                            |

## Машины, вооружавшиеся Д-10
- СУ-100
- СУ-101
- СУ-100П
- СУ-100М
- Т-34-100
- Объект 685
- Объект 934
- Т-54
- Т-55
- Type 59
- Пограничные сторожевые корабли проекта 1248[10][неавторитетный источник]

## Оценка проекта
К концу Великой Отечественной войны 100 мм пушка Д-10С устанавливаемая на самоходных установках СУ-100 проявила себя как исключительно мощное и эффективное оружие. Самоходная установка СУ-100 могла эффективно бороться практически с любыми типами существующих на тот момент серийных танков и самоходных установок. Её точность так же заслуживает самой высокой оценки и, в принципе, отвечает даже современным требованиям.
После войны это орудие в варианте Д-10Т, Д-10ТГ и Д-10Т2С устанавливалось на средние танки серии Т-54 и Т-55 и некоторое время сохраняло превосходство над большинством зарубежных танковых пушек. После создания в Англии ещё более мощной 105-мм танковой пушки высокой баллистики L7 и организации её производства в других странах (в США этой пушке присвоили индекс М68) советские танки потеряли своё превосходство в огневой мощи, но продолжали представлять серьёзную опасность для танков вероятного противника. Попытки советского ВПК усилить огневую мощь отечественных танков привели к созданию 100-мм нарезной пушки Д-54ТС и 115-мм гладкоствольной пушки У-5ТС «Молот», а также нового танка Т-62. Средние танки Т-54 и Т-55, выпущенные в огромном количестве, продолжали (и продолжают) оставаться на вооружении многих стран, но их огневая мощь уже не отвечала требованиям времени. Появление в 70-80-х годах на вооружении НАТО танков М1 «Абрамс» и «Леопард 2», обладающих мощным комбинированным бронированием, сделало 100 мм пушку серии Д-10Т малоэффективной против этих машин. Модернизация танков Т-55, проведённая в 80-х годах повысила возможности этой пушки по борьбе с сильнобронированными целями благодаря установке комплекса управляемого вооружения 9К116 «Бастион» и введению в боекомплект управляемых ракет.
Танки Т-54 и Т-55, оснащённые 100 мм пушками серии Д-10Т, с 1990-х годов и по сегодняшний день[когда?]

 всё ещё применяются в боевых действиях.

## Комментарии
1. ↑  Снаряды китайского производства.
2. ↑  Снаряды совместного румынского и израильского производства.
3. ↑  Снаряды Болгарского производства.